# Rana pretiosa
Espèce
Statut de conservation UICN

 VU A2ace : Vulnérable
Rana pretiosa, la Grenouille maculée de l'Oregon, est une espèce d'amphibiens de la famille des Ranidae.

## Répartition
Cette espèce se rencontre entre 20 et 1 570 m d'altitude dans l'ouest de l'Amérique du Nord, :
- aux États-Unis dans l'ouest de l'Oregon, dans l'ouest du Washington et dans l'extrême Nord de la Californie ;
- au Canada dans l'extrême Sud de la Colombie-Britannique dans la Fraser Valley.

## Description

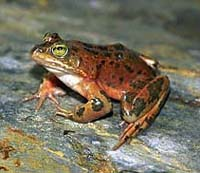
Rana pretiosa

Rana pretiosa mesure de 40 à 100 mm (les femelles sont sensiblement plus grandes que les mâles). Sa coloration varie du vert au brun-roux avec des taches noires sur la tête et le dos.

## Publication originale
- Baird & Girard, 1853 : Communication, on behalf of Prof. Baird and himself, upon a species of frog, and another of toad, which they had recently described from specimens in the Herpetological Collections of the U.S. Exploring Expedition . Proceedings of the Academy of Natural Sciences of Philadelphia, vol. 6, p. 378-379 (texte intégral).